# Таньон
Таньо́н (фр. Tagnon) — коммуна во Франции, находится в регионе Шампань — Арденны. Департамент коммуны — Арденны. Входит в состав кантона Жюнивиль. Округ коммуны — Ретель.
Код INSEE коммуны — 08435.
Коммуна расположена приблизительно в 155 км к северо-востоку от Парижа, в 55 км севернее Шалон-ан-Шампани, в 50 км к юго-западу от Шарлевиль-Мезьера.

## Население
Население коммуны на 2008 год составляло 951 человек.
| 1962 | 1968 | 1975 | 1982 | 1990 | 1999 | 2006 | 2008 |
| ---- | ---- | ---- | ---- | ---- | ---- | ---- | ---- |
| 858  | 862  | 825  | 790  | 732  | 743  | 908  | 951  |

## Администрация
| Период | Период | Фамилия     | Партия | Должность |
| ------ | ------ | ----------- | ------ | --------- |
| 2001   | 2008   | Пьер Бушер  |        |           |
| 2008   |        | Пьер Мишель |        |           |

## Экономика
В 2007 году среди 590 человек в трудоспособном возрасте (15—64 лет) 437 были экономически активными, 153 — неактивными (показатель активности — 74,1 %, в 1999 году было 65,8 %). Из 437 активных работали 402 человека (223 мужчины и 179 женщин), безработных было 35 (13 мужчин и 22 женщины). Среди 153 неактивных 63 человека были учениками или студентами, 41 — пенсионерами, 49 были неактивными по другим причинам.

## Достопримечательности
- Церковь Сен-Пьер (XIII век). Исторический памятник с 1926 года[3]

## Фотогалерея

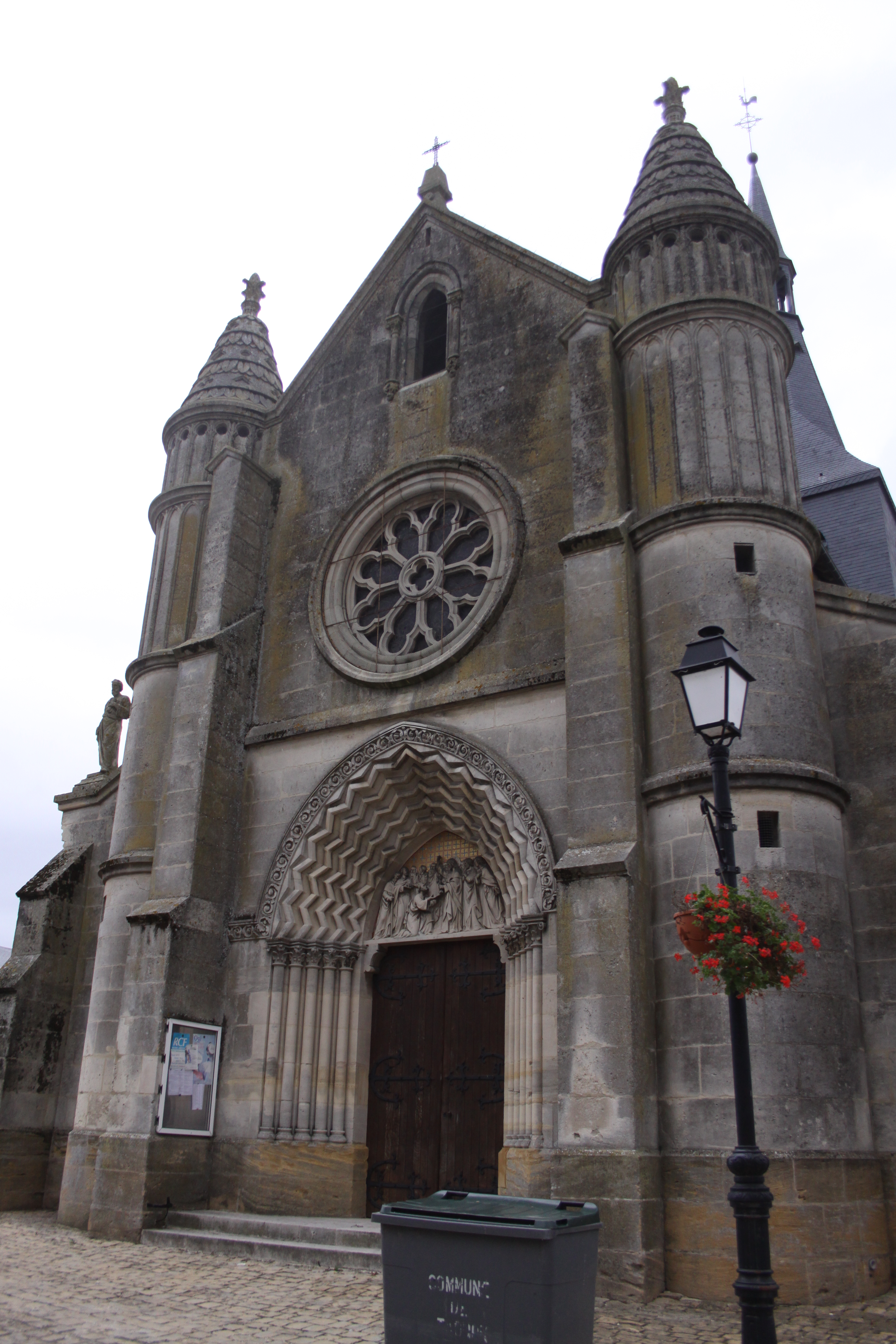
Церковь Сен-Пьер
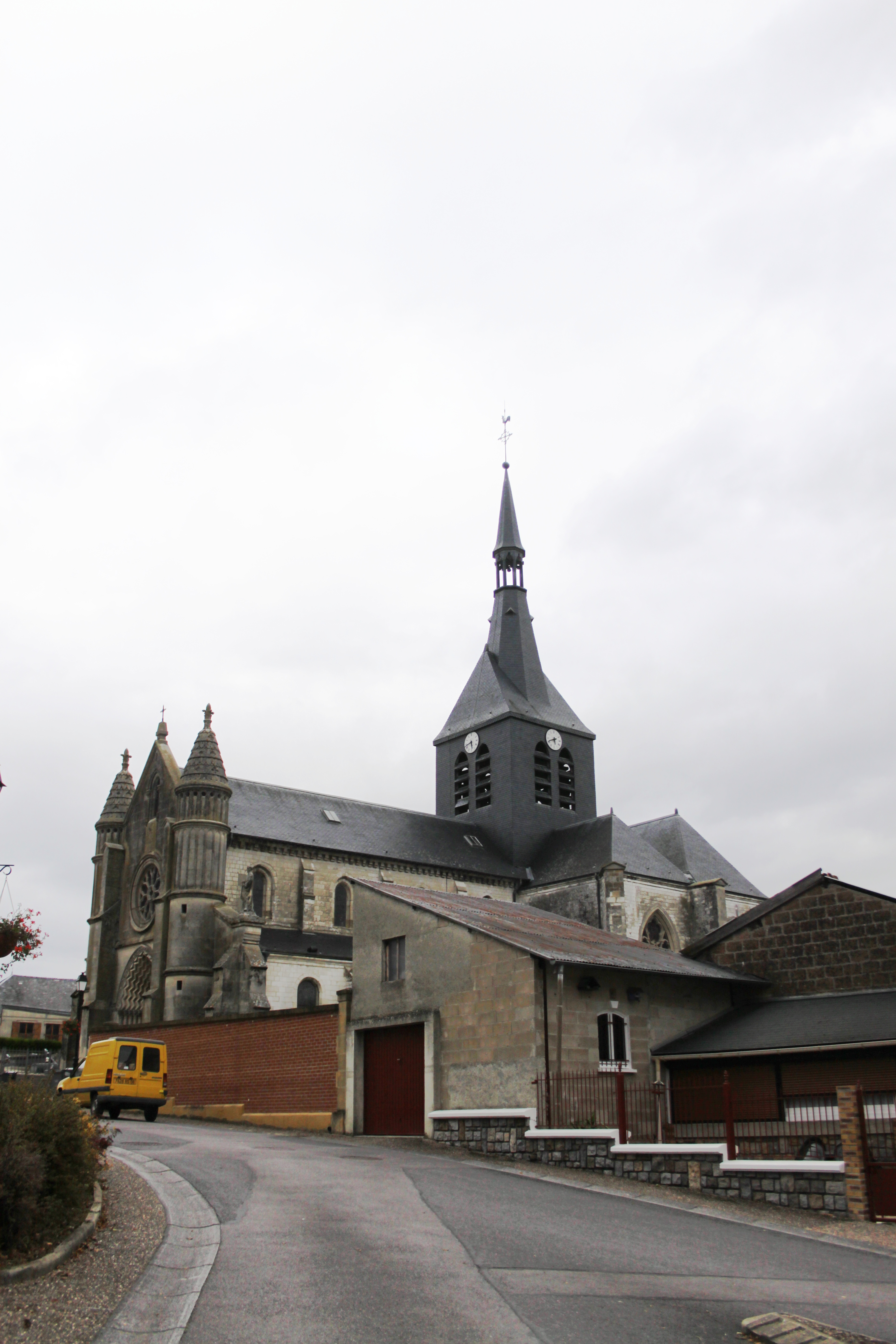
Церковь Сен-Пьер
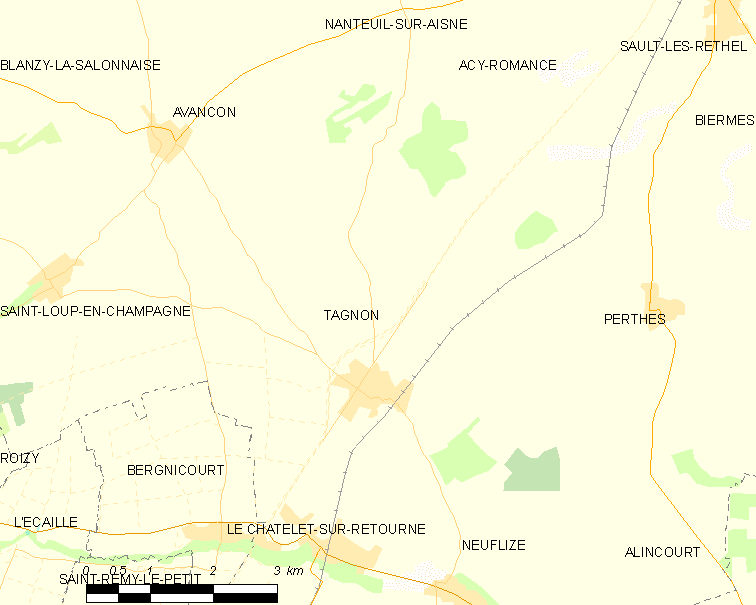
Карта коммуны